# Osvaldo Dragún
Osvaldo Dragún (ur. 7 maja 1929 w Entre Ríos, zm. 14 czerwca 1999 w Buenos Aires) – argentyński dramatopisarz.
Osvaldo Dragún był autorem licznych sztuk, głównie jednoaktówek. Jego twórczość była inspirowana teatrem Bertolta Brechta. Jego sztuka Hijos del terremoto poświęcona była rozrachunkom podczas rządów argentyńskiej junty wojskowej.

## Ważniejsze dzieła
Źródło:
- El jardín del infierno (1962)
- Milagro en el mercado viejo (1962)
- Heroica Buenos Aires (1966)
- Historia del hombre que se convirtió en perro (1967)
- Historias de la cárcel (1972)
- Al violador (1981)
- Al perdedor (1982)
- Al vencedor (1982)
- Hijos del terremoto (1986)
- Volver a La Habana (1989)
- El delirio (1991)
- La balada del loco Villón (1992)